# Автоматична локомотивна сигналізація
АЛС — автоматична локомотивна сигналізація, призначена для оповіщення локомотивної бригади про сигнали світлофора, до якого наближається локомотив, а також у випадках, коли локомотивна сигналізація застосовується як самостійний засіб сигналізації та зв'язку, вказує на кількість вільних блок-ділянок попереду. Сигнали виводяться на невеликий світлофор, розташований у кабіні машиніста. Додатково локомотивна сигналізація контролює машиніста щодо проїзду червоного сигналу. У випадку проїзду АЛС приведе у дію гальма.

## Показання АЛС
- Один зелений сигнал — дозволяється рух. На шляховому світлофорі, до якого наближається локомотив, горить зелений сигнал.
- Жовтий сигнал — дозволяється рух. На шляховому світлофорі, до якого наближається локомотив, горить один або два жовті сигнали.
- Жовтий сигнал з червоним — дозволяється рух з готовністю зупинитися. На шляховому світлофорі, до якого наближається локомотив, горить червоний сигнал. У випадку проїзду шляхового світлофора з червоним сигналом на локомотивному світлофорі з'явиться червоний сигнал.
- Білий сигнал — локомотивні пристрої включені, але сигнали шляхових світлофорів на локомотивний світлофор не передаються і машиніст повинен керуватися тільки сигналами шляхових світлофорів.

Локомотивний світлофор також сигналізує:
- Зеленим сигналом — про наближення локомотива до шляхового світлофора з одним жовтим миготливим сигналом, з одним зеленим миготливим сигналом або з одним жовтим і одним зеленим сигналами.
- Жовтим сигналом — про наближення локомотива до шляхового світлофора з двома жовтими сигналами, з яких верхній миготливий, а також з іншими сигналами, які вказують про слідування з відхиленням по стрілочному переводу.

На ділянках, де локомотивна сигналізація застосовується як самостійний засіб сигналізації і зв'язку, локомотивний світлофор подає такі сигнали:
- Зелений сигнал — дозволяється рух зі встановленою швидкістю. Попереду вільні дві або більше блок-ділянок.
- Жовтий сигнал — дозволяється прямувати зі зменшеною швидкістю. Попереду вільна одна блок-ділянка.
- Жовтий сигнал з червоним — дозволяється прямувати з готовністю зупинитися на блок-ділянці. Наступна блок-ділянка зайнята. У випадку в'їзду локомотива на зайняту блок-ділянку на локомотивному світлофорі з'явиться червоний сигнал.
- Білий сигнал — локомотивні пристрої включені, але сигнали зі шляху на локомотив не передаються.

## АЛСН
АЛСН — Автоматична локомотивна сигналізація неперервної дії. Коди передаються на АЛС постійно.
Коди передаються у вигляді серій імпульсів (числова АЛСН), або неперервного сигналу певної частоти (частотна АЛСН). Кодовий струм проходить рейковим колом (залізнична колія, замкнена колісними парами потяга) чи спеціальним шлейфом, прокладеному вздовж колії, створене магнітне поле вловлюється індуктивним давачем, встановленим перед першою колісною парою.
Для зменшення завад використовуються частоти (25+50n) Гц, тобто проміжні між гармоніками промислового струму.

### На залізницях України
На залізницях України застосовується переважно АЛСН числового типу з частотою-носієм 25 Гц. Серії імпульсів мають тривалість 1,60…1,86 с.
Значення кодових комбінацій:
- три імпульси 220…350 мс з проміжками 120 мс: зелене світло;
- два імпульси 350…600 мс з проміжком 120 мс: жовте світло;
- поодинокі імпульси 230…300 мс (двічі за період): жовте світло з червоним.

Різна тривалість серій імпульсів, а також неоднакова (±8 Гц) частота-носій на сусідніх ділянках дає змогу контролювати справність ізолюючих стиків між ними.

## АЛСТ
АЛСТ — автоматична локомотивна сигналізація точкової дії. Коди передаються на локомотив тільки на певних ділянках (точках). Зазвичай на межі блок-ділянки.

## АЛСК
АЛСК — комбінована автоматична локомотивна сигналізація. Може працювати як АЛСН або як АЛСТ